# Pristimantis renjiforum
Pristimantis renjiforum es una especie de anfibio anuro de la familia Craugastoridae.

## Distribución
Esta especie es endémica del departamento de Cundinamarca en Colombia. Habita en Sibaté y Cabrera entre los 2 400 y 2 800 m de altitud en la vertiente occidental de la Cordillera Oriental.

## Descripción
Los machos miden de 21.9 a 23.8 mm y las hembras de 25.0 a 31.3 mm.

## Etimología
Esta especie lleva el nombre en honor a Camila, Patricia y Juan Manuel Renjifo.

## Publicación original
- Lynch, 2000 : A new species of frog, genus Eleutherodactylus (Leptodactylidae), from the Sabana de Bogota. Revista de la Academia Colombiana de Ciencias Exactas Físicas y Naturales, vol. 24, n.º 92, p. 435-439[5]